# Львівська окружна ліга

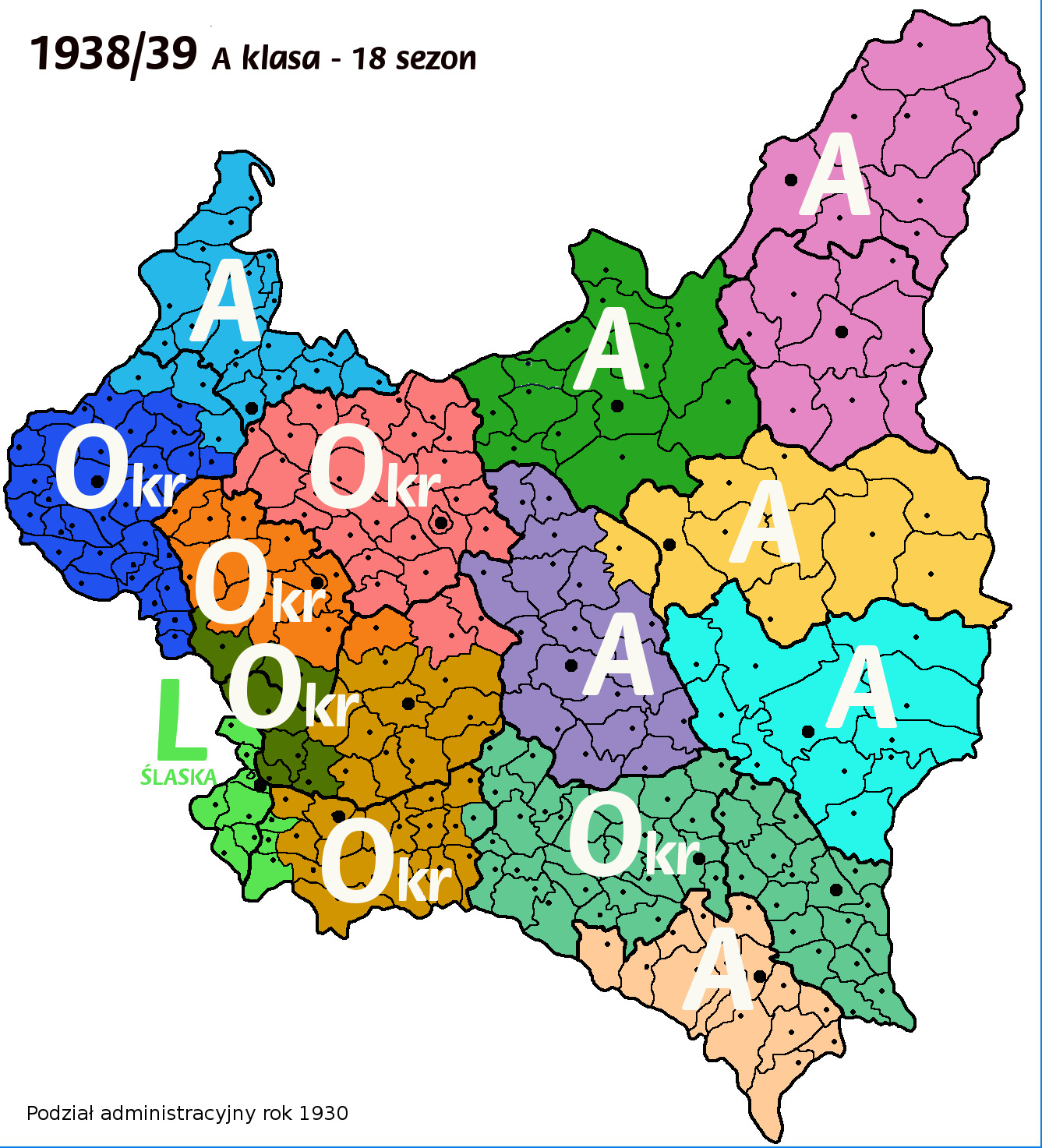
На карті позначена світло-зеленим кольором у нижньому правому куті

Львівська окружна ліга — регіональний футбольний чемпіонат Львівського, Тернопільського та Станиславівського воєводств (1920—1934) у Польщі (на той час — Друга Польська Республіка), який розігрували в 1920—1939 роках.
Ліга була створена в 1920 році як одна з перших чотирьох ліг Польського футбольного союзу і вважається правонаступником австрійського футбольного чемпіонату Галичини в 1913—1914 роках.
Змагання проводилися на території сучасної Західної України, яка під час Другої світової війни була приєднана до Радянського Союзу і була приєднана до Радянської України (Української Радянської Соціалістичної Республіки). Львівська районна ліга вважається футбольним попередником чемпіонату Львівської області під егідою обласної федерації футболу на території сучасної України та Підкарпатської групи Польської п'ятої ліги.
Переможці ліги потрапили до загальнопольського чемпіонату серед переможців всіх районних ліг Польщі. У 1927 році найкращі польські клуби організували Всепольську Національну лігу, яка була попередником теперішньої Екстракляси. У той же час переможці окружної ліги з того часу кваліфікувалися до регіональних плей-оф, переможець якого виходив до новоствореної Національної ліги.
У 1928 та 1929 роках Львівська районна ліга тимчасово керувала регіональними змаганнями з футболу у Волинському воєводстві, створивши окрему підгрупу Волинь, яка в 1930 році офіційно утворила Волинську окружну лігу.

## Чемпіони
Нижче поданий список переможців найвищого футбольного дивізіону Львівської районної ліги.
| Сезон     | Чемпіони             | Срібні призери       | Бронзові медалі                | # команд      | Примітки                                   |
| --------- | -------------------- | -------------------- | ------------------------------ | ------------- | ------------------------------------------ |
| 1920      | Чарні (Львів)        | Погонь (Львів)       | Полонія (Перемишль)            | 4             | не завершився                              |
| 1921      | Погонь (Львів)       | Чарні (Львів)        |                                | 2             | лише дві команди                           |
| 1922      | Погонь (Львів)       | Чарні (Львів)        | Лехія (Львів)                  | 5             |                                            |
| 1923      | Погонь (Львів)       | Чарні (Львів)        | Полонія (Перемишль)            | 6             |                                            |
| 1924      | Погонь (Львів)       | Чарні (Львів)        | Гасмонея (Львів)               | 6             | вибування/підвищення                       |
| 1925      | не проводився        | не проводився        | не проводився                  | не проводився | не проводився                              |
| 1926      | Погонь (Львів)       | Чарні (Львів)        | Гасмонея (Львів)               | 6             | вибування/підвищення                       |
| 1927      | 6-й авіаційний полк  | Лехія (Львів)        | Яніна (Золочів)                | 5             | Конфлікт з перемишлянськими клубами        |
| 1928      | Полонія (Перемишль)  | Ревера (Станиславів) | АЗС (Львів)/Погонь (Стрий)     | 10            | вибування/підвищення, дві групи            |
| 1929      | Лехія (Львів)        | Полонія (Перемишль)  | Яніна (Золочів)/Погонь (Стрий) | 10            | вибування/підвищення, дві групи            |
| 1930      | Лехія (Львів)        | Полонія (Перемишль)  | Україна (Львів)                | 9             | вибування/підвищення                       |
| 1931      | Ревера (Станиславів) | Погонь (Стрий)       | Полонія (Перемишль)            | 8             |                                            |
| 1932      | Полонія (Перемишль)  | Ревера (Станиславів) | Другий Сокіл (Львів)           | 13            | вибування/підвищення, два етапи            |
| 1933      | Полонія (Перемишль)  | Лехія (Львів)        | Ресовія (Ряшів)                | 13            | вибування/підвищення, дві групи, два етапи |
| 1934      | Чарні (Львів)        | Ресовія (Ряшів)      | Полонія (Перемишль)            | 10            | вибування/підвищення (перейменований)      |
| 1935      | Чарні (Львів)        | Погонь (Стрий)       | Гасмонея (Львів)               | 11            | вибування/підвищення                       |
| 1936 (сп) | Полонія (Перемишль)  | Чувай (Перемишль)    | Чарні (Львів)/Лехія (Львів)    | 10            | дві групи                                  |
| 1936–37   | Ресовія (Ряшів)      | Україна (Львів)      | Огнисько (Ярослав)             | 12            |                                            |
| 1937–38   | Чарні (Львів)        | Україна (Львів)      | Полонія (Перемишль)            | 14            | вибування/підвищення                       |
| 1938–39   | Юнак (Дрогобич)      | Україна (Львів)      | Чарні (Львів)                  | 13            | вибування/підвищення                       |
| 1939–40   | Україна (Львів)      | Гасмонея (Львів)     | Чарні (Львів)                  | 11            | не завершився (зіграно лише 2 тури)        |

## Переможці
- 5 — Погонь (Львів)
- 4 — Полонія (Перемишль)
- 3 — Чарні (Львів)
- 2 — Лехія (Львів)
- 1 — 4 клуби (6-й Авіаційний Полк, Ревера (Станиславів), Ресовія (Ряшів), Юнак (Дрогобич))

## Волинська підгрупа
Окреме футбольне змагання у Волинському воєводстві було створене в 1928 році під егідою Львівського районного футбольного союзу (OZPN) для клубів, які раніше виступали в Люблінській районній лізі. Переможці новоствореного змагання не допускалися до поєдинків плей-оф за право виходу до загальнопольського чемпіонату.
| Сезон | Чемпіони         | Срібні призери   | Бронзові призери | # команд | Примітки |
| ----- | ---------------- | ---------------- | ---------------- | -------- | -------- |
| 1928  | Галерчик (Рівне) | Сокул (Ковель)   | ВКС Ковель       | 4        |          |
| 1929  | ВКС Ковель       | Гасмонея (Рівне) | Галерчик (Рівне) | 5        |          |